# Imprenta de Lleras
La imprenta de Lleras fue fundada en Bogotá, Colombia a mediados del siglo XIX por Lorenzo María Lleras un periodista, maestro y político de ideología liberal colombiano, del siglo XIX. Esta se especializó en la impresión de periódicos, folletos y libros, publicó importantes obras literarias y políticas de la época. Fue una de las imprentas más importantes de Bogotá durante la segunda mitad del siglo XIX.

## Contexto histórico
La Imprenta de Lorenzo María Lleras se fundó en Bogotá en 1848, en un momento crucial de la historia de Colombia. La Nueva Granada, como se llamaba entonces el país, había vivido una serie de guerras civiles y estaba en proceso de consolidarse como una república independiente. Durante este periodo, Lleras fue un promotor de la organización de colectivos que reunían a intelectuales, artesanos y labradores, como la Sociedad Democrática Republicana de Artesanos y Labradores Progresistas (1838) o la Sociedad Democrática Republicana (1846). También tuvo múltiples periodos como parte de la Cámara de Representantes. Entre 1842 y 1846, ejerció como rector del Colegio de Nuestra Señora del Rosario, y en 1853 fundó el Colegio del Espíritu Santo, que dirigió durante siete años. Además, fue elegido diputado por la Provincia de Bogotá en 1849.
Lleras contribuyó a diversas publicaciones periódicas de su época, incluyendo el "Mensajero Semanal estadounidense", así como periódicos locales en Bogotá como "La Gaceta," "El Constitucional de Cundinamarca," "La Bandera Nacional," "El Neogranadino,", "El Mosaico." y "La Crónica Mensual." Así mismo, su enfoque principal era promover la educación y el cambio social en el país, por lo que, junto a su padre, fundó la Imprenta de Lleras y participó en la creación de la Sociedad de Templanza, demostrando su compromiso con causas sociales. Igualmente, además de su compromiso político, asumió la dirección editorial del periódico El Tiempo, consolidando su influencia en la esfera periodística y política de la época.
La Imprenta de Lleras jugó un papel fundamental en este contexto histórico. La llegada de la imprenta a la Nueva Granada significó una transformación radical de la sociedad y de las formas de comunicación. Su desarrollo estuvo estrechamente vinculado con el proceso de expansión de la modernidad y fue un instrumento fundamental en la difusión de ideas y de opiniones.También contribuyó a difundir las ideas del liberalismo, publicando obras de autores liberales como José María Samper, Ezequiel Rojas y Miguel Antonio Caro.
Así mismo, introdujo nuevas tecnologías de impresión, como la prensa mecánica de vapor, lo que agilizó el proceso de producción y mejoró la calidad de los impresos, de manera similar, Implementó la estereotipia, técnica que permitió la reproducción de textos e imágenes a bajo costo, facilitando la accesibilidad a la información. En resumen, las contribuciones de Lorenzo María Lleras en la Imprenta de Lleras fueron fundamentales para la modernización de la industria editorial colombiana, la difusión de la cultura y el pensamiento, y la formación de una generación de profesionales en este campo.

### Lista de publicaciones

#### Libros[6][7]
- Anónimo. (1838). Fábula patriótica: el elefante, el león i el mico. Imprenta de Lleras.
- Anónimo. (1894). Libertad de cotizar el papel moneda. Imprenta de Lleras.
- Arias, J. (1893). Las dinastías chinas. Hipótesis histórico-novelesca; y lluvia tempestuosa. Drama histórico en dos actos. Imprenta de Lleras.
- Castañeda, P. (1838). A los HH. Diputados de la cámara de representantes i al público en general. Imprenta de Lleras.
- Cuervo, R. (1837). Necrología. Imprenta de Lleras.
- Lleras, L. (1896). República de Colombia: ó noticia de sus límites, extensión, montañas, ríos, producciones, comercio, población, habitantes, educación, leyes, religión e historia. Imprenta de Lleras.
- Mosquera, T. (1840). República de la Nueva Granada. Imprenta de Lleras.
- Santander, F. (1837). Apuntamientos para las memorias sobre Colombia i la Nueva Granada. Imprenta de Lleras.
- Ustio, S. (1893). Las minas de la sal: (artículos publicados en El Relator y el Diario de Cundinamarca). Imprenta de Lleras.
- (1891). Código de comercio del extinguido Estado de Panamá sancionado el 12 de Octubre de 1869. Imprenta de Lleras.